# Velîkokameanka
Velîkokameanka (în ucraineană Великокам'янка) este o așezare de tip urban din orașul regional Rovenkî, regiunea Luhansk, Ucraina. În afara localității principale, nu cuprinde și alte sate.

## Demografie
Componența lingvistică a așezării de tip urban Velîkokameanka
     Rusă (89,81%)
     Ucraineană (10,11%)
Conform recensământului din 2001, majoritatea populației așezării de tip urban Velîkokameanka era vorbitoare de rusă (89,81%), existând în minoritate și vorbitori de ucraineană (10,11%).